# Jidu Auto
A Jidu Auto a kínai Geely autógyártó cég és a Baidu közös vállalkozása. A Jidu Auto 2021 márciusában alakult intelligens elektromos járművekkel foglalkozó vállalatként, amely elsősorban az elektromos járművek fejlesztésére összpontosít, és 2022-től az elektromos járművek teljes portfólióját kívánja kiadni különböző szegmensekben.

## Előzmények

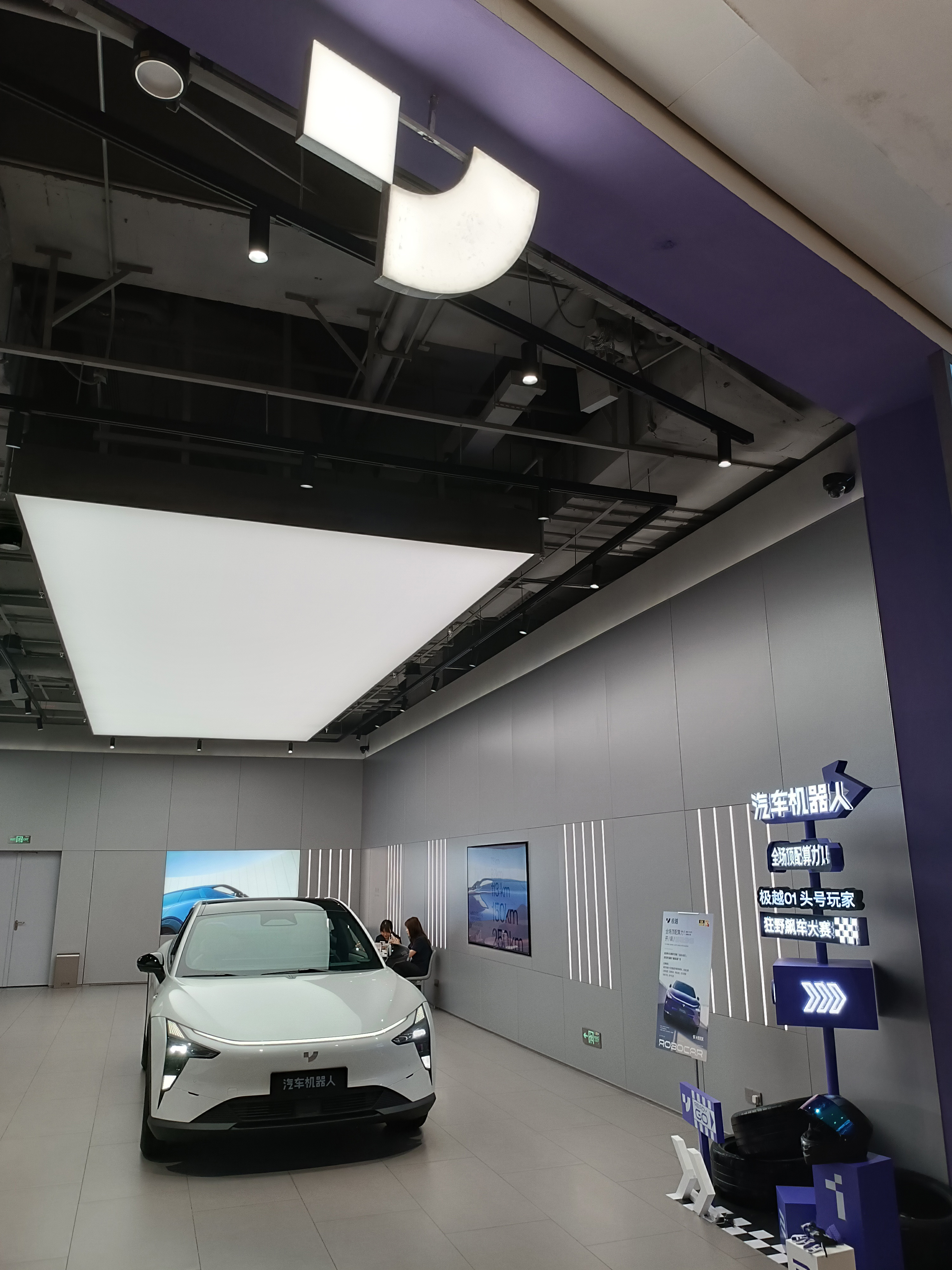
Jidu Auto showroom in Shenzhen, China

Eredetileg 2021 márciusában alapították 300 millió dolláros befektetéssel, A Jidu Auto 2022 januárjában teljesített egy 400 millió dolláros A sorozatú finanszírozást a Baidutól és a Geelytől,
2022. december 7-én a Jidu Auto hivatalos nevét Shanghai Mihang Automobile Co., Ltd-re változtatta.
2023. február 15-én a Jidu Auto bejelentette, hogy a cég a Baidu saját fejlesztésű Ernie bot Mesterséges intelligencia termékét használja majd sorozatgyártású autóiban mint az első vállalat, amely interaktív élményt nyújt a mesterséges intelligenciával a sorozatgyártású járművekben.

## Járművek
A Jidu Auto járműveket a Ningbo-i Hangzhou-öbölben fogják gyártani, ahol a Geely központja és több Geely gyár is található.
- Jidu ROBO-01 – teljesen elektromos, közepes méretű crossover.
- Jidu ROBO-02 – teljesen elektromos középkategóriás szedán.

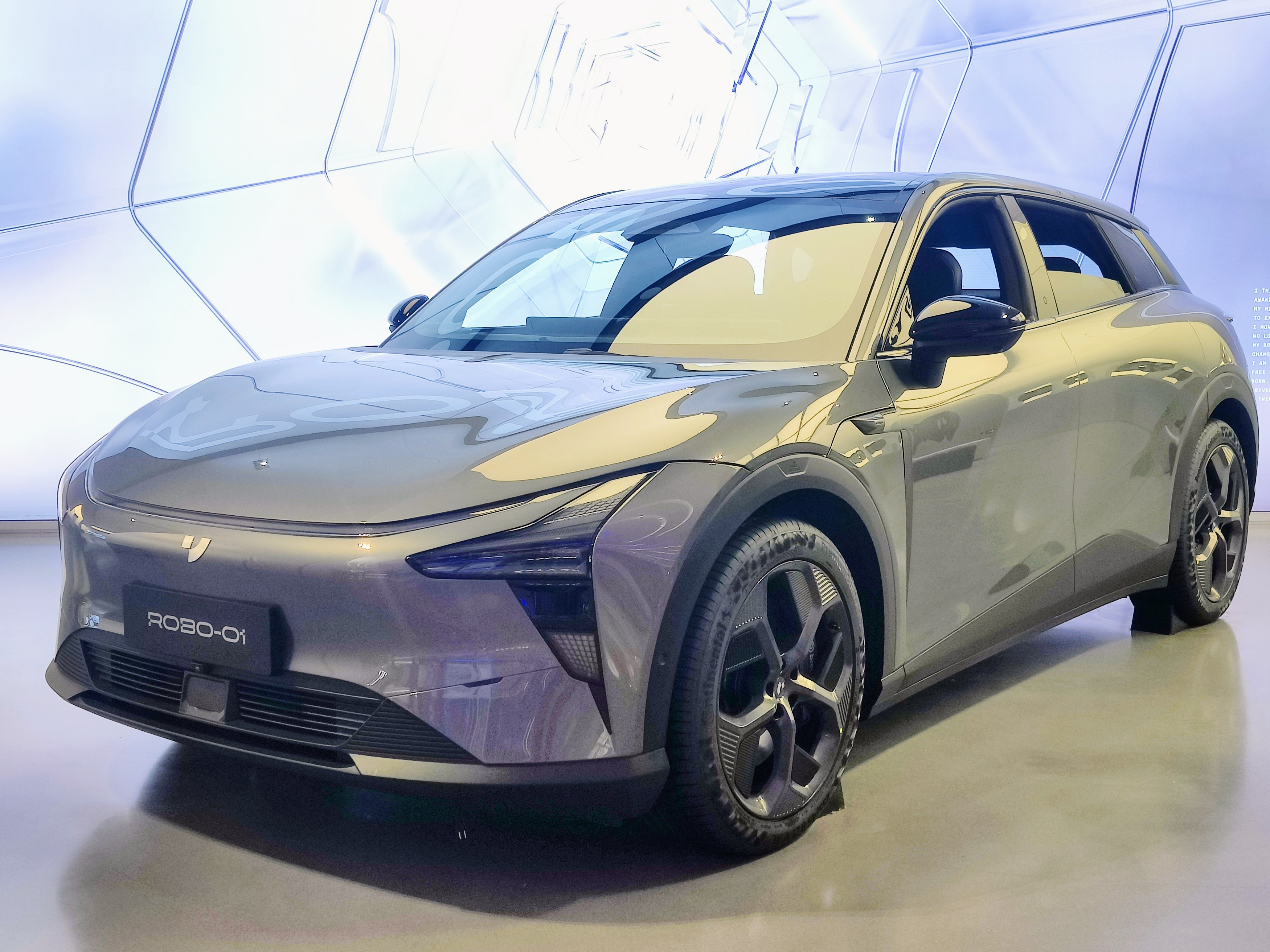
Jidu ROBO-01
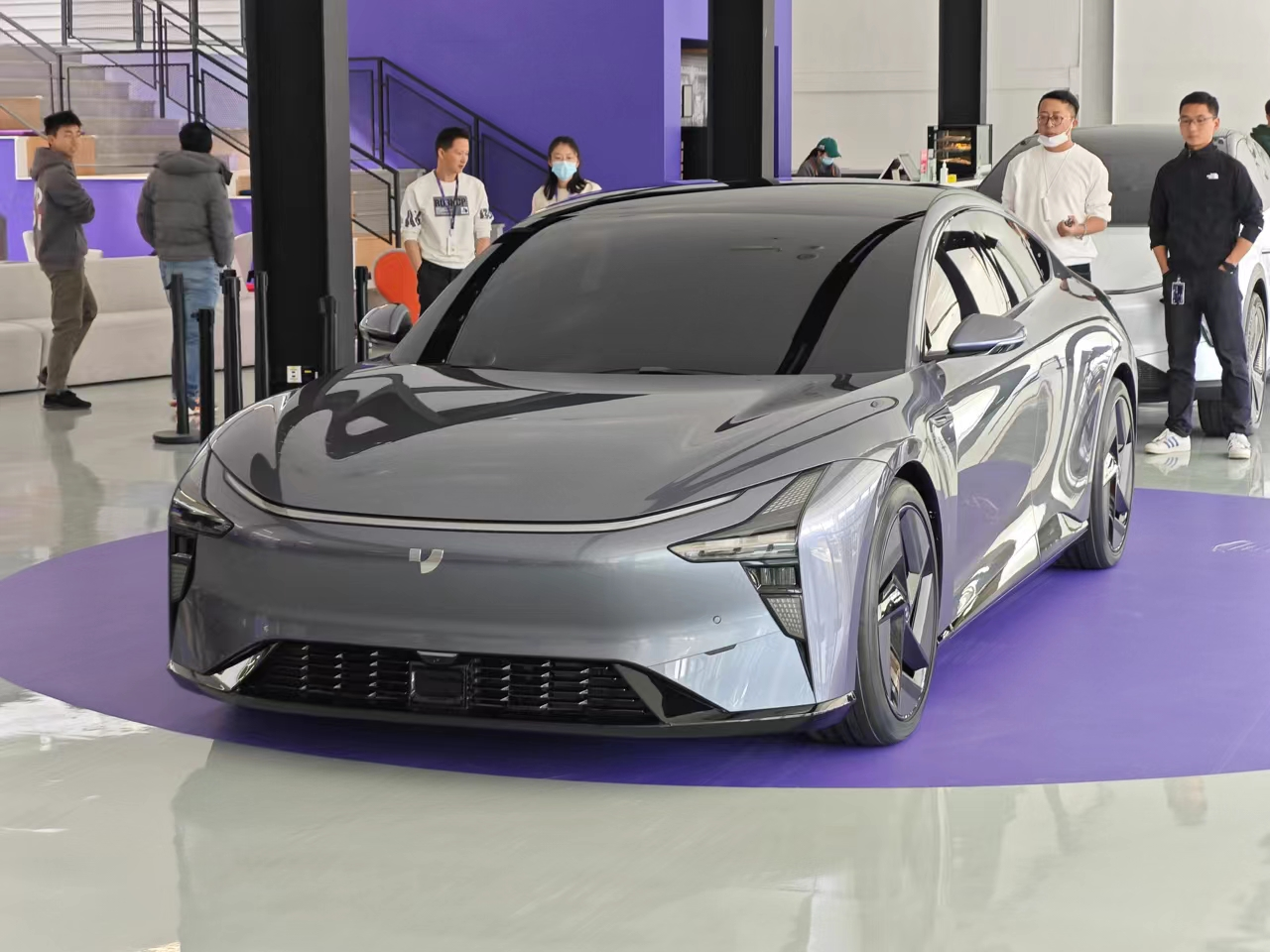
Jidu ROBO-02